# 正規化
物理學中，尤其是量子場論，正規化（英語：regularization）是一項處理無限大、發散以及一些不合理表示式的方法，其方法透過引入一項輔助性的概念——正規子(regulator)。舉例來說，若短距離物理效應出現發散，則設定一項空間中最小距離{\displaystyle \epsilon \,}來解決這情形。正確的物理結果是讓正規子消失(此例是{\displaystyle \epsilon \to 0})的極限情形，不過正規子的用意就在於當它是有限值，理論結果也是有限值的。正規化是將數學中的發散級數的可和性方法(summability methods)用在物理學問題上。
然而，理論結果通常包含了一些項，是正比於例如{\displaystyle {\frac {1}{\epsilon }}}的式子，若取極限{\displaystyle \epsilon \to 0}則會沒有良好定義。正規化是獲得一個完整、有限且有意義的結果的第一步；在量子場論，通常會接著一個相關但是獨立的技術方法稱作重整化。重整化則是基於對一些有著類似{\displaystyle {\frac {1}{\epsilon }}}表示式的物理量的要求，要求其應該等於觀測值。如此的約束條件則允許我們計算一些看似發散的物理量的有限值。

## 特定例子
正規化的特定例子有：
- 維度正規化(Dimensional regularization)
- 泡立-維拉斯正規化(Pauli-Villars regularization)
- 晶格正規化(Lattice regularization)
- ζ函數正規化(Zeta function regularization)
- 哈達瑪正規化(Hadamard regularization)
- 點分裂正規化(Point-splitting regularization)